# T de la Balena
T de la Balena (T Ceti) és un estel variable de magnitud aparent mitjana +5,74 situt a la constel·lació de la Balena. S'hi troba a 880 anys llum del sistema solar.
T de la Balena és una gegant lluminosa de tipus espectral M5-6SIIe amb una temperatura efectiva de 2.400 K. És una «estrella MS» que mostra característiques tant d'una estrela M com d'una estrela S, així com un estel de tecneci, l'espectre del qual revela la presència d'aquest element. Com altres estels similars perd massa estel·lar, a raó de ~ 4,9 × 10-8 vegades la massa solar per any, sent el flux de massa probablement asimètric. La seva lluminositat bolomètrica —considerant totes les longituds d'ona— és 13.900 vegades superior a la lluminositat solar. Té un diàmetre 318 vegades més gran que el diàmetre solar.
Catalogada com a variable semiregular SRC —tipus de variables la representant més coneguda és de les quals μ Cephei—, la lluentor de T de la Balena varia entre magnitud aparent +5,0 i +6,9 en un període de 158,9 dies. Així mateix, sembla existir un segon període més llarg de 298 ± 3 dies.